# Фролов-Багрєєв Антон Михайлович
Антон Михайлович Фроло́в-Багрє́єв (нар. 24 грудня 1877, Тобольськ — пом. 13 серпня 1953, Москва) — російський радянський науковець у галузі хімії, біохімії і технології виноробства, основоположник технології ігристих вин, засновник російської школи шампаністів; професор з 1924 року, доктор сільськогосподарських наук з 1937 року.

## Біографія
Народився 24 грудня 1877 року у місті Тобольську в дворянській сім'ї. Освіту розпочав у гімназії міста Омська, потім з батьком переїхав до Санкт-Петербурга, де закінчив Ларінську гімназію. Протягом 1898—1902 років навчався на природничому відділенні фізико-математичного факультету Санкт-Петербурзького університету. Колезький секретар з 1903 року.
Продовжив освіту за кордоном, отримавши рекомендаційні листи від Дмитра Менделєєва. Стажувався в Данії у Копенгагені, де в лабораторії професора Йоргенсена «простудіював всі цвілеві і дріжджові мікроорганізми, що мають відношення до бродильних виробництв». Потім в Німеччині у Гайзенгаймі влаштувався вільним слухачем і практикантом при вищій школі по виноробству, після чого переїхав до Франції в Бордо, де працював практикантом по виноробству в Шато-Олів'є, відвідав знамениті винні господарства Бордо і Сотерну. Закордонне відрядження завершив в Португалії, де в Опорто, вивчив з приготуванням портвейну, на острові Мадейра попрацював у Крона — власника великої фірми мадер.
Протягом 1904—1905 років працював хіміком шампанського виробництва в маєтоку Абрау-Дюрсо. Був звільнений за участь у революційних виступах місцевих робітників та виїхав до Сибіру, де за допомогою батька вступив до Ішимського поземельно-влаштовувального загону. 1906 року переїнав працювати на посаду хіміка-винороба в Нікітський ботанічний сад в Криму. Його плідна діяльність відзначилася другим закордонним відрядженням до Берлінського сільськогосподарського інституту, де у професора Мейзенгеймера він вивчав ферменти, а згодом бактеріозну флору вин в лабораторії професора Мюллера-Тургау в Веденсвілі у Швейцарії. 1911 року отримав чин надвірного радника.
1915 року Міністерством землеробства був призначений директором Бессарабського середнього училища виноградарства і виноробства. Того ж року отримав чин колезького радника, а наступного року — статського радника. Після окупації Бессарабії Румунією у 1919 році, з сім'єю переїхав до Ялти, проте не знайшовши роботи на заводі «Масандрі» переїхав до Абрау-Дюрсо, де зайнявся відновленням зруйнованого виноробного господарства.
1923 року два місяці був у відрядженні у Німеччині і Франції, де знайомився з новітніми досягненнями у виноробстві. 1924 року організував мадерну камеру в Новочеркаську. Читав лекції в Донському сільськогосподарському інституті. У 1926 році був обраний членом Фізико-хімічного товариства по відділенню хімії; у 1930 році — професором кафедри виноробства Краснодарського інституту спеціальних технічних культур. Незабаром став завідувачем кафедрою. Одночасно продовжив очолювати шампанське виробництво в Абрау-Дюрсо. У 1936 році став дійсним членом Всесоюзної академії сільськогосподарських наук імені Леніна і був направений у закордонне відрядження в Німеччину, Францію, Італію, де відвідав їх підприємства виноробства. У 1938 році затверджений головним шампаністів тресту Головвино СРСР.

Могила А. М. Фролова-Багрєєва.

В роки німецько-радянської війни евакуйований із Краснодара до Грузинської РСР. Член ВКП(б) з 1942 року. За вказівкою заступника голови Ради народних комісарів СРСР Анастаса Мікояна разом з родиною літаком доставлений в Москву, де став працювати головним шампаністом СРСР та очолив кафедру Московського технологічного інституту харчової промисловості. Помер у Москві 13 серпня 1953 року. Похований у Москві на Новодівочому цвинтарі (ділянка 2, ряд 35).

## Наукова діяльність
Був основоположником вдосконалення і широкого промислового освоєння виробництва Радянського шампанського. Розробив нові способи й устаткування (акратофори Фролова-Багрєєва) для отримання Радянського шампанского високої якості. Сформулював положення про можливість отримання резервуарного шампанського, яке не поступається за якістю пляшковому; розробив теорію періодичної шампанізації в резервуарах. Засновник наукової школи шампаністів в СРСР. Автор низки праць, зокрема:
- «Микроорганизмы плодово-виноградных сусел и вин». — Москва-Ленінград (1933, у співавторстві) (рос.);
- «Химия и методы исследования продуктов переработки винограда». — Москва (1933) (рос.);
- «Советское шампанское». — Москва (1943, 1948) (рос.);
- «Химия вина». — Москва (1951, у співавторстві) (рос.);
- «Труды по химии и технологии вина: В 2-х томах». — Москва (1958—1959) (рос.).

Був головним редактором 6-томного видання «Ампелографія СРСР».

## Відзнаки
- Нагороджений орденами:
  - Російської імперії: Святого Станіслава ІІІ-го ступеня (1910), Святої Анни 3-го (1912) і ІІ-го ступеня (1916);
  - СРСР: Леніна (16 листопада 1942; за зразкове виконання завданнь Уряду по постачанню продуктів харчування Червоній армії і Військово-Морському флоту[4]), трьома орденами Трудового Червоного Прапора (1936, 1948, 1950)[2];
- Сталінська премія ІІІ ступеня (10 квітня 1942; за винахід нової апаратури і методу виготовлення шампанських вин);
- Заслужений діяч науки і техніки РРФСР з 1 лютого 1943 року.